# Charles-Marie Brédif
Charles-Marie Brédif, né à Paris le 14 août 1786 et mort à Saint-Louis (Sénégal) le 1er janvier 1818, est un ingénieur du Corps des Mines, rescapé du naufrage de La Méduse en 1816.
Il est l'unique passager du navire à tenir quotidiennement un journal, y compris lors du naufrage lui-même puis de la longue marche des survivants à travers la côte désertique de Mauritanie jusqu'à Saint-Louis.

## Biographie
Charles-Marie Brédif est né à Paris le 14 août 1786 au sein d'une famille de sept enfants dont il est l'aîné, fils de Jacques Joseph Brédif, maître de pension au Lycée Louis-le-Grand, et de Marie Jeanne Françoise Landry, originaire de Chartres.
Ses études à l'École Polytechnique dont il sort deuxième de la promotion de 1804 le mènent au Corps des Mines en 1807. Sa fiche matricule à l'Ecole Polytechnique le décrit comme ayant les cheveux bruns, le front bas, le nez court, les yeux bleus, la bouche moyenne, le menton rond, le visage ovale et mesurant 1,70 m. Un de ses frères, Jean Brédif 1787-1863) fut également élève de Polytechnique, dans la promotion 1805. Charles Brédif est semble-t-il remarqué au cours de ses études, tant par son caractère décrit comme gai, cordial et de bon cœur que par ses qualités scientifiques.
Il entre le 23 octobre 1807 à l'École des Mines de Pesey où il exprime son talent pour les sciences naturelles – la géologie et la minéralogie notamment – et la chimie. Il analyse ainsi entre-autres de l'émeraude de Limoges et du cuivre gris de Malaroche
Il est nommé ingénieur ordinaire de deuxième classe par décret du 13 décembre 1810,, « avant le terme habituel des études » puis sous-directeur de ladite École des mines de Pesey en 1811 dite École des Mines du Mont-Blanc,. Il était chargé du lever et de la confection des plans souterrains des mines de Pesey et de Macot, ainsi que des opérations géométriques relatives à la direction à donner aux différentes parties des travaux. Il était également responsable du laboratoire et des essais docimastiques de Pesey, ainsi que de la rédaction des rapports sur les opérations métallurgiques. Il réalise ainsi notamment des expériences sur la chaux carbonatée ferrifère et manganésifère. On lui doit la découverte d'indices d'argent natif et d'argent antimonié sulfuré dans la galène de Pesey.
Lorsque la Savoie est rattachée au Royaume de Piémont-Sardaigne en 1814 à la suite du traité de Paris, il devient sous-directeur de l’École des Mines de Geislautern en Sarre,. Mais il devra rapidement fuir l'avancée des troupes prussiennes conformément au second traité de Paris de 1815.
De retour à Paris, c'est dans ces conditions précaires qu'il accepte en 1816 (décision ministérielle du 17 mai) la mission de remonter le Sénégal et d'en explorer le cours afin de déceler ses richesses minières, aurifères notamment. Il embarque pour ce faire le 17 juin 1816 à bord de la frégate La Méduse, à Rochefort.

## Témoignage du naufrage deLa Méduse
Il est l'unique passager du navire à tenir quotidiennement un journal, y compris lors du naufrage lui-même puis de la longue marche des survivants jusqu'à Saint-Louis. Son témoignage est intégré dès 1818 au célèbre ouvrage Naufrage de la frégate La Méduse, faisant partie de l’expédition du Sénégal, en 1816, rédigé par les rescapés du radeau Alexandre Corréard et Henri Savigny, qui médiatiseront le drame et inspireront Théodore Géricault pour son célèbre tableau,.
Charles-Marie Brédif décrit la traversée comme une navigation agréable et favorable jusqu'à l'approche des côtes mauritaniennes.
Dès le 2 juillet, jour du naufrage du navire sur le banc d'Arguin, il pointe du doigt l'incompétence et l'irresponsabilité du commandant du navire Duroy de Chaumareys qu'il qualifie de « sot présomptueux », « trop ignorant pour bien commander une frégate et trop sot pour s'en rapporter à ses officiers dont il ne voulait pas s'avouer la supériorité ». Ceux-ci auraient pourtant alerté à plusieurs reprises sur le danger que le navire courait à naviguer dans des eaux aussi peu profondes. Brédif relate ensuite l'organisation anarchique qui s'ensuivit, notamment concernant les diverses tentatives, finalement vaines, pour déséchouer le bateau et la construction du radeau. Dans la lettre à sa sœur, écrite à son arrivée à Saint-Louis, il précise d'ailleurs la faiblesse et l'inaptitude de l'équipage. Mais plus encore, il témoigne à plusieurs occasions du comportement des matelots qui ne tardent pas, notamment, à piller les malles des passagers avant de s'enivrer des provisions de vin, rare source de relative hydratation.
Après l'embarquement dans les diverses embarcations, le départ précipité de celles-ci le pousse avec d'autres à devoir rester sur la carcasse du navire. Il participe dès lors à organiser cette petite troupe : ils nomment pour chef le timonier du navire, décident de construire à leur tour un radeau et jurent « sur l’honneur de nous sauver tous ou de périr tous » avant d'être finalement récupérés par la chaloupe. Après avoir débarqué une première fois soixante-trois hommes sur la côte – les « vétérans du désert » –, ils s'échouent à leur tour (involontairement, à cause du comportement des matelots). S'ensuit le début de la traversée de la Mauritanie des « naufragés du désert » et leurs rencontres avec les Maures, qui pour certains leur vendent à vil prix des denrées alimentaires, pour d'autres les mènent jusqu'au Sénégal dans l'espoir d'une récompense des autorités coloniales.
Finalement arrivé à Saint-Louis, Brédif apprend comme tous au retour de l'Argus – autre navire de l'expédition – la nouvelle du drame qui s'est déroulé sur le radeau et anticipe les conséquences, en France, de celui-ci : « 147 hommes qui étaient dessus étaient réduits à 15, tous blessés ; ils ont été de suite mis à bord du bâtiment. Je ne te peindrai pas comment ils ont été ainsi réduits : sache seulement que la révolte les a fait se massacrer entre eux, on jetait les hommes endormis à la mer ; les lames en ont emporté une bonne partie ; on trouva sur les cordes du radeau des lambeaux de chair humaine et des bouteilles d’urine pour le soutien de l’existence des 15 malheureux qui étaient tous en démence... Que d’horreurs... De quel poids ne doit pas être écrasé le malheureux capitaine qui s’est chargé d’un commandement dont il était indigne. Quelle honte pour ceux qui ont fait un pareil choix. Ce malheureux naufrage fera du bruit en France ; il ne peut manquer de s’en suivre un jugement ». Il accuse d'ailleurs dans son journal – d'après le témoignage de Lavillette, rescapé du radeau et un ancien camarade chartrain – Henri Savigny d'avoir été l'instigateur, au côté de deux ou trois officiers, des événements dramatiques qui s'y produisirent.
À la lecture de son récit, ce naufrage révèle le règne du chacun pour soi, de la lâcheté et de la peur mauvaise conseillère comme le révèlent certains passages :  

« Nous demandons qu’on nous prenne au moins une vingtaine d’hommes, que sans cela nous allons couler à fond. [Les embarcations] s’y refusent toutes, sous le prétexte qu’elles étaient trop chargées. Notre position était affreuse. Les canots crurent que dans un mouvement que nous fîmes sur eux, nous avions, dans notre désespoir, l’intention de les couler à fond et de nous couler avec eux. Quelles idées n’inspire pas le danger, puisque les officiers ont pu croire une telle chose de notre lieutenant M. Espiaux, lui qui nous avait tous sauvés, lui qui en vrai héros, s’était sacrifié au salut de tous. Les canots, pour nous éviter, coupent les cordes qui les attachaient ensemble et à pleines voiles s’éloignent de nous. Au milieu de ce trouble la corde qui attachait le radeau se rompt aussi, et 150 hommes furent abandonnés au milieu des eaux sans aucun espoir de secours : ce moment fut horrible. »

— Lettre à sa soeur Arétès, 16 juillet 1816

« « Ils nous ont refusé de prendre du monde. faisons mieux, maintenant que nous sommes allégés offrons-leur d’en prendre. » (Espiaux, officier en charge de la chaloupe). Il leur fit cette offre lorsqu’elles furent à portée de la voix mais au lieu d’ approcher franchement, elles se tiennent à distance, la plus légère des embarcations appelée la yole va de l’un à l’autre pour les consulter. Cette défiance venait, comme nous l’avons su, de ce qu’ils pensaient que par ruse de guerre nous avions caché tout notre monde sous les bancs pour s’élancer ensuite sur eux quand ils seraient assez près. Cette défiance fut telle qu’après s’être bien consultés ils prirent le parti de nous fuir comme la peste et de s’éloigner. »

— Ibidem.

« Quelques instants avant de prendre les hommes de la yole, je me déshabillai pour faire sécher mes habits mouillés depuis 48 heures, je touchai ma bourse de 400 francs avant d’ôter mon pantalon, un instant après je ne l’avais plus. Toutes les perquisitions furent inutiles. »

— Ibidem.

« Le peu d’eau qui restait aurait pu nous mener au Sénégal, nous aurions manœuvré nous-mêmes : tel était le projet de notre officier. Nous entourons le peu d’eau qui nous restait et nous armons d’épées pour la défendre. On arrive près des brisants, on jette l’ancre et l’officier donne l’ordre de filer la corde doucement. Les marins cachèrent au contraire la corde ou la coupèrent : notre chaloupe, n’étant plus arrêtée, fut entraînée dans un premier brisant, l’eau passe par-dessus nos têtes et emplit la chaloupe aux trois-quarts. Heureusement qu’elle ne coula pas de suite, nous étions perdus. »

— Ibidem.

## L'exploration du Sénégal
Aux côtés de De Chatelus, ingénieur géographe, il est chargé par le nouveau gouverneur du Sénégal Schmaltz de remonter le cours du fleuve Sénégal jusqu'à la région du Bambouk et du Royaume de Galam via le royaume peul de Fouta-Toro. Ils seront chargés dans ce dernier par la nouvelle puissance coloniale de renforcer les liens diplomatiques naissants, notamment auprès de l'Almamy de Boundou – ils sont même incités à convaincre ce dernier à envoyer en pension un de ses fils à Saint-Louis où la France pourra le garder comme monnaie d'échange. Outre d'établir des relevés topographiques et de navigabilité du fleuve, leur exploration doit permettre d'une part de déceler les gisements de minerais – notamment aurifères – et les voies de communication jusqu'à la Gambie et d'autre part à établir un premier bilan quasi-ethnographique des habitants, avec l'arrière-pensée de s'approprier habilement les ressources naturelles du pays.
Les instructions du Ministre Secrétaire d’État au département de la Marine et des Colonies sont à cet égard très significatives : « Les recherches dont les explorateurs remis à la disposition du colonel Schmaltz seront chargés, doivent avoir pour but d’acquérir une connaissance aussi exacte et aussi précise qu’il sera possible des ressources que peuvent offrir ces pays sous les rapports du commerce et de l’agriculture, des avantages qu’on pourra espérer de l’exploitation des mines d’or existant dans ces contrées, de la population des différents royaumes, des mœurs, des caractères de leurs habitants et de la nature des relations qu’on pourrait ouvrir et entretenir avec eux. (..) Ils devront (...) s’attacher à donner à ces peuples une haute opinion de la richesse, de la puissance, et surtout de la bonté des Français ; faire tout, en un mot, pour préparer les moyens de pouvoir un jour pénétrer sur leur territoire et étendre de proche en proche par l’introduction du commerce, une civilisation dont la France pourrait recueillir les brillants avantages. »
Ils quittent donc Saint-Louis le 9 octobre 1817 mais y reviennent dès le 29 décembre suivant et n'ont pas dépassé le village de Quiellé à environ 500 kilomètres, en aval de Bakel. L'expédition a néanmoins permis de rapporter de nombreuses informations sur les régions traversées. Ils sont victimes tant des Toucouleurs, des tensions au sein des Bambaras que du retrait des eaux du fleuve et surtout de l'état de santé de Charles-Marie Brédif. En effet, celui-ci souffre d'une sévère crise de dysenterie. Il meurt le 1er janvier 1818.

## Suites données à ses travaux
Le 29 avril 1818, le musée de minéralogie de l'Ecole des mines de Paris enregistre l'entrée dans ses collections de minéraux envoyés du Sénégal par Charles Brédif.et à l'issue de sa nécrologie parue dans les Annales des Mines en 1818, les rédacteurs établissent une note sur ses travaux.